# Dictaduras de orden y progreso

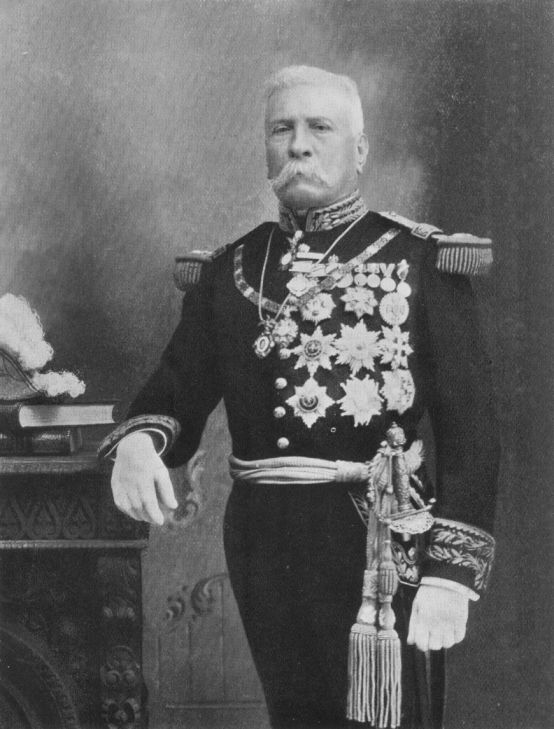
Porfirio Díaz militar, político dictador de México (1830-1915).

Dictaduras de orden y progreso es el nombre que se ha venido dando a los sistemas políticos de fines del siglo XIX y la primera mitad del siglo XX en distintos países latinoamericanos: inaugura la serie Porfirio Díaz en México (1876-1911), que adopta Paz, orden y progreso como lema (también el explícito: Nada de política, mucho de administración).

## Ejemplos
El modelo se difunde con muchos ejemplos más o menos próximos: Rafael Reyes en Colombia; el general Jorge Ubico Castañeda, Justo Rufino Barrios y Manuel Estrada Cabrera en Guatemala; José Santos Zelaya en Nicaragua; Bartolomé Mitre en Argentina, Antonio Guzmán Blanco, Juan Vicente Gómez y Marcos Pérez Jiménez en Venezuela; Alfredo Stroessner en Paraguay. También podría incluirse en la misma categoría con poca dificultad la dictadura del general Primo de Rivera en España. El término proviene de una frase de Auguste Comte, en cuyo positivismo se inspiran como ideología justificativa. También figura en la bandera del Brasil. La idea de progreso era un tópico cultural del siglo XIX.

## Características
Los enumerados arriba se definen de forma general como sistemas autoritarios, que restringen la libertad política pero no aspiran a convertirse en el Estado totalitario. La ideología es vagamente nacionalista. Económicamente son liberales, defendiendo el mercado libre capitalista y la propiedad privada, pero claramente intervencionistas[cita requerida]: a través de la iniciativa pública se construyen infraestructuras modernas (ferrocarriles, carreteras, obras hidráulicas...), pues pretenden consolidar la unidad nacional a través del progreso material que esas obras facilitan y visualizan.